# Miroslav Žamboch
Miroslav Žamboch (Hranice, 1972. január 13. –) cseh fizikus, aki regényeket és novellákat ír fantasy és tudományos fantasztikus műfajban.
Diplomáját a Prágai Műszaki Egyetem Nukleáris Műszaki Karán fizikából szerezte, majd a Řeži Nukleáris Kutatóintézetnél dolgozott. Első közzétett novellája, a Warrior Confession of Warrior (1995) nagyon népszerű volt az olvasók körében. Az 1990-es évek közepe óta több mint harminc regényt és több novellagyűjteményt írt.
Szerelmese az extrém sportoknak, amatőr ökölvívó, szereti a dzsúdót, szenvedélye a síelés és a hegymászás. Érdeklődési körébe tartoznak a katonai technológiák és a fegyverek is.

## Művei
- Poslední bere vše (2000) Az utolsó mindent elvisz (három fantasy történet)
- Seržant (2002)[2] Őrmester
- Meč proti sekeře (2003) Kard a tengely ellen
- Megapolis (2004) Megapolisz (novellák)
- Na křídlech tornáda (novellák, 2004)[3] Egy tornádó szárnyán
- Líheň (két részből álló regény) Inkubátor
  - Díl 1.: Smrt zrozená v Praze (2004) 1. rész: Halál született Prágában
  - Díl 2.: Královna smrti (2005) 2. rész: A halál királynője
  - Líheň, oba díly (2009) Keltetőhely, mindkét rész
- Jennifer (2005)
- Basil (2006)
- Drsný spasitel (2007) Durva Megváltó
- Predátoři (2007) Ragadozók
- Živí a mrtví (novellák, 2011) Élők és holtak
- Turbulentní vesmír (2015)[4] Turbulens Univerzum
- Zakuti v oceli (2016) Zakuti acélban
- O barvách; O Měsíci, který nevěděl, že je měsíc (2017) A színekről; A hold, ami nem tudta, hogy hold

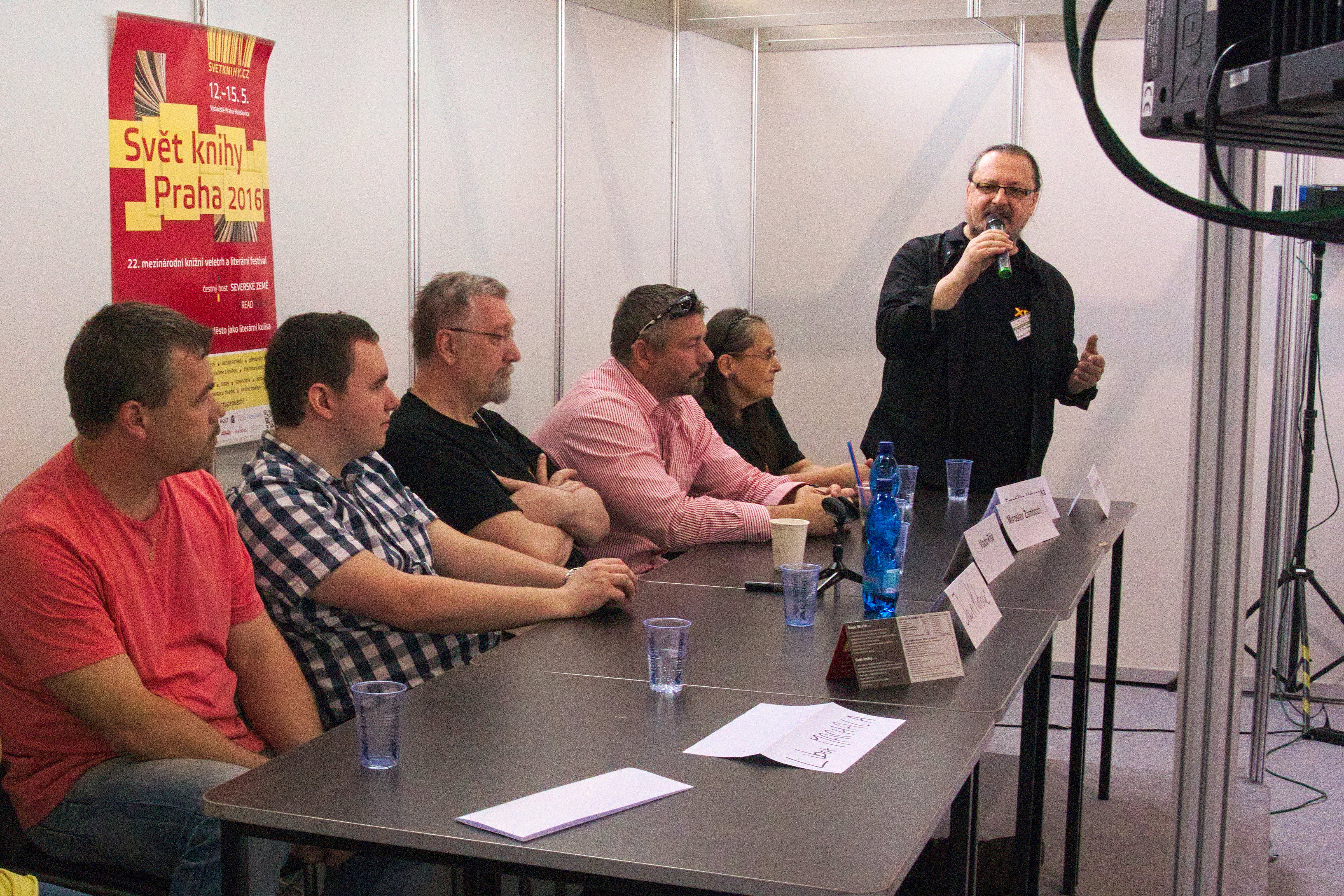
A JFK ügynök sorozat szerzői (2016)

### Könyvsorozatok
- Koniášovský cyklus (2003–2020) Koniáš ciklus (16 kötet)
- Klanové války (2011–2014) Klánháborúk (2 kötet)
- Agent John Francis Kovář (2005–2017) Ciklus a JFK ügynökről (12 kötet)
- Agent X-Hawk (2010–2019) X-Hawk ügynök
  - Hitman (2010)
  - X-Hawk 3 – Válka světů (2019) X-Hawk 3 - A Világok háborúja

## Fordítás
- Ez a szócikk részben vagy egészben  a   Miroslav Žamboch című cseh Wikipédia-szócikk ezen változatának fordításán alapul.  Az eredeti cikk szerkesztőit annak laptörténete sorolja fel. Ez a jelzés csupán a megfogalmazás eredetét és a szerzői jogokat jelzi, nem szolgál a cikkben szereplő információk forrásmegjelöléseként.